# ダーク・ルーツ・オブ・アース
『ダーク・ルーツ・オブ・アース』（Dark Roots of Earth）は、アメリカ合衆国のヘヴィメタル・バンド、テスタメントが2012年に発表した10作目のスタジオ・アルバム。

## 背景
『ギャザリング』（1999年）以降のアルバムにエンジニア及びミキシングで参加したアンディ・スニープが、本作ではプロデュースも務めた。
前スタジオ・アルバム『ザ・フォーメーション・オブ・ダムネイション』（2008年）でドラムを担当したポール・ボスタフは、深刻な怪我のため本作のレコーディングには参加できず、アルバム『デモニック』（1997年）に参加していたジーン・ホグランが再加入した。ホグランは本作発表に伴うヨーロッパ・ツアーにも参加したが、その後ホグランが参加していたDethklokのツアーと重なったことから、2012年11月27日のグラスゴー公演からは、ホグランの代わりに元フォビドゥンのマーク・ヘルナンデスが参加した。
日本盤CDには、アルバム『プラクティス・ホワット・ユー・プリーチ』（1989年）のタイトル曲のセルフ・カヴァーがボーナス・トラックとして追加収録された。この曲のレコーディングは、本作とは別にカリフォルニア州マーティネズのトライデント・スタジオで行われている。また、ヨーロッパやアメリカでは、メイキング映像やライヴ映像を収録したDVDの付いた限定盤がリリースされ、このヴァージョンにはカヴァー3曲と「スローン・オブ・ソーンズ」のエクステンデッド・ヴァージョンがボーナス・トラックとして収録された。

## 反響
本作はセールス的に成功を収めた。アメリカのBillboard 200では12位に達し、バンド初の全米トップ40入りを果たした。『ビルボード』のロック・アルバム・チャート、インディペンデント・アルバム・チャート、ハード・ロック・アルバム・チャートではいずれも1位を獲得。また、本作はドイツ、フィンランド、スウェーデン、スイスのナショナル・チャートでトップ10入りした。
イギリスでは『儀式』（1992年）以来20年振りに全英アルバムチャート入りを果たし、57位に達した。

## 収録曲
1. ライズ・アップ "Rise Up" – 4:19
  - 作詞：チャック・ビリー／作曲：エリック・ピーターソン
2. ネイティヴ・ブラッド "Native Blood" – 5:21
  - 作詞：チャック・ビリー、デル・ジェイムス／作曲：エリック・ピーターソン
3. ダーク・ルーツ・オブ・アース "Dark Roots of Earth" – 5:45
  - 作詞：チャック・ビリー、エリック・ピーターソン、デル・ジェイムス／作曲：エリック・ピーターソン、アレックス・スコルニック
4. トゥルー・アメリカン・ヘイト " True American Hate" – 5:26
  - 作詞：チャック・ビリー、スティーヴ・"ゼトロ"・スーザ／作曲：エリック・ピーターソン、アレックス・スコルニック
5. ア・デイ・イン・ザ・デス "A Day in the Death" – 5:38
  - 作詞：チャック・ビリー、アレックス・スコルニック、スティーヴ・"ゼトロ"・スーザ／作曲：エリック・ピーターソン、アレックス・スコルニック
6. コールド・エンブレイス "Cold Embrace" – 7:45
  - 作詞：チャック・ビリー、デル・ジェイムス／作曲：エリック・ピーターソン、アレックス・スコルニック
7. マン・キルズ・マンカインド "Man Kills Mankind" – 5:05
  - 作詞：チャック・ビリー、デル・ジェイムス／作曲：エリック・ピーターソン
8. スローン・オブ・ソーンズ "Throne of Thorns" – 7:04
  - 作詞：チャック・ビリー、デル・ジェイムス／作曲：エリック・ピーターソン、アレックス・スコルニック
9. ラスト・スタンド・フォー・インディペンデンス "Last Stand for Independence" – 4:43
  - 作詞：チャック・ビリー、デル・ジェイムス／作曲：エリック・ピーターソン

### 日本盤ボーナス・トラック
1. プラクティス・ホワット・ユー・プリーチ（2012年リ・レコーディング） "Practice What You Preach" (re-recording 2012) - 5:05
  - 作詞：チャック・ビリー、エリック・ピーターソン、アレックス・スコルニック／作曲：エリック・ピーターソン、アレックス・スコルニック、グレッグ・クリスチャン

### CD+DVDボーナス・トラック
1. "Dragon Attack" - 4:44
  - クイーンのカヴァー。
2. "Animal Magnetism" - 5:56
  - スコーピオンズのカヴァー。
3. "Powerslave" - 6:51
  - アイアン・メイデンのカヴァー。
4. "Throne Of Thorns (Extended)" - 7:40

## 参加ミュージシャン
- チャック・ビリー - ボーカル
- エリック・ピーターソン - リズムギター、リードギター、バッキング・ボーカル
- アレックス・スコルニック - リードギター、リズムギター
- グレッグ・クリスチャン - ベース
- ジーン・ホグラン - ドラムス